# Адольф Теодор Броньяр
Адольф Теодор Броньяр (фр. Adolphe Théodore Brongniart; 14 січня 1801 — 18 лютого 1876) — французький ботанік.
Один з основоположників палеоботаніки, «батько палеоботаніки». Побудував єдину систему рослинного царства включивши в неї і викопні рослини.
Член Французької академії наук (з 1834 року) та член-кореспондент Петербурзької академії наук (з 1829 року). У 1851 році він був обраний іноземним членом Шведської королівської академії наук.
З 1833 року до самої кончини — професор ботаніки та фізіології рослин Паризького музею природної історії.

## Шлях в науці
Народився у сім'ї геолога Олександра Броньяра. Дід його — Олександр Теодор Броньяр — був архітектором. Культурне середовище сім'ї та наукові завдання батька підштовхнули молодого Броньяра до вивчення викопних рослин, визначення їх місця в сучасному Царстві рослин і вдосконаленню систематики. Саме тут він домігся найбільших успіхів.
Проте його зацікавлення в науці не обмежилися однією лише палеоботанікою. Він зробив значний внесок у анатомію рослин та таксономію.
Броньяра також цікавило практичне використання його теоретичних праць у землеробстві та садівництві.
З 1822 до 1825 Броньяр здійснив навколосвітню подорож.
Разом з Жаном-Віктором Одуеном (фр. Jean Victoire Audouin) та Жаном Батистом Дюма (своїми майбутніми родичами) він почав випускати у 1824 році «Аннали природничих наук» (фр. Annales des Sciences Naturelles).
Він заснував в 1854 році Французьке ботанічне товариство (фр. Société Botanique de France) і був його першим президентом.
Броньяру належить одна з найважливіших природних систем рослин, яку він застосував в 1843 році при облаштуванні Ботанічній школи при Музеї природознавства; він виклав її в «Énumérations des genres de plantes cultivées au Muséum d'histoire naturelle de Paris»(фр.) (1843, 2 видання 1850). Опорна точка цієї класифікації — поділ квіткових на два великих відділи: голонасінні — хвойні і т. д. та покритонасінні — однодольні і дводольні; цей поділ тепер визнано майже усіма ботаніками.

## Роди рослин, описані Броньяром
(у абетковому порядку)
- Agation Brongn.
- Anatis Sessé & Moc. ex Brongn.
- Anomochloa Brongn.
- Araeococcus Brongn.
- Barrotia Brongn.
- Becquerelia Brongn.
- Berzelia Brongn.
- Ceratopteris Brongn.
- Ceratozamia Brongn.
- Cheiranthera A.Cunn. ex Brongn.
- Coelorachis Brongn.
- Colubrina Rich. ex Brongn.
- Dubouzetia Pancher ex Brongn. & Griseb.
- Garnotia Brongn.
- Joinvillea Gaudich. ex Brongn. & Gris
- Kentiopsis Brongn.
- Laea Brongn.
- Lophatherum Brongn.
- Ludovia Brongn.
- Marantochloa Brongn. ex Gris
- Monotaxis Brongn.
- Myodocarpus Brongn. & Gris
- Pancheria Brongn. & Gris
- Piliocalyx Brongn. & Gris
- Pleurocalyptus Brongn. & Gris
- Pleurostachys Brongn.
- Raspalia Brongn.
- Retanilla (DC.) Brongn.
- Sageretia Brongn.
- Scaphispatha Brongn. ex Schott
- Scutia (Comm. ex DC.) Brongn.
- Taccarum Brongn. ex Schott
- Tittmannia Brongn.
- Xeronema Brongn. & Gris

## Названі на честь Броньяра
- Brongniartikentia Becc. родини Пальмові
- Brongniartia Kunth родини Бобові

## Основні праці
- фр. Brongniart A. Essai d'une classification naturelle des champignons, 1825
- фр. Brongniart A. Mémoire sur la famille des rhamnées, 1826
- фр. Brongniart A. Prodrome d'une histoire des végétaux fossiles. – Paris; Strasbourg: F.G. Levrault, 1828
- фр. Brongniart A.T. Histoire des végétaux fossiles, ou, Recherches botaniques et géologiques sur les végétaux renfermés dans les diverses couches du globe. – Paris, 1836–1837. – T. 1. – Fortin, Masson et Cie, 1836.; Atlas. – 1836; T. 2. – Crochard et Cie, 1837
- фр. Brongniart A. Sur la génération et le développement de l'embryon des Phanerogames
- фр. Brongniart A. Recherches sur la structure et les fonctions des feuilles
- фр. Brongniart A. Nouvelles Recherches sur l'Épiderme
- фр. Brongniart A. Recherches sur l'organisation des tiges des Cycadées
- фр. Brongniart A. Énumération des genres de plantes cultivées au Musée d'Histoire Naturelle de Paris (1843)
- фр. Brongniart A. Tableau des genres de végétaux fossiles
- Броньяр А. Т. Краткая история исследования ископаемых растений и распределение их в различных слоях земной коры — СПб.: Типография Экспедиции заготовления государственных бумаг, 1829.
- фр. Brongniart A. Rapport sur les progrès de la botanique phytographique, 1868
- фр. Brongniart A. Recherches sur les graines fossiles silicifiées, 1881